# Arséniate
En chimie inorganique, un arséniate est un sel d'acide arsénique H3AsO4, contenant l'ion arséniate AsO43−, de façon analogue aux phosphates PO43− par rapport à l'acide phosphorique H3PO4. C'est un poison violent pour les êtres vivants, en bloquant notamment la formation d'ATP par la glycolyse.
C'est la forme la plus fréquente de l'arsenic dans le sol. Confondu avec les phosphates qui sont un nutriment des plantes, il peut pénétrer les racines et contaminer les végétaux. Mais plusieurs espèces ou souches de plantes y ont développé une certaine résistance, dont la Houlque laineuse,,,,, ou encore Deschampsia cespitosa (L.) Beauv et Agrostis capillaris.

## En minéralogie
Les arséniates sont des minéraux rares, toxiques sous certaines formes (certains contiennent de plus du plomb outre l'arsenic qu'ils contiennent tous).
On les trouve surtout dans la zone d'oxydation des gisements métallifères. Ils s'y forment aux dépens des sulfures, sulfo-arséniures et des arséniures. 
On en compte une vingtaine d'espèces. 
La forme générale est AsO43− avec d'autres éléments pour compenser les trois charges négatives.
Exemples :
- adamite : Zn2OHAsO4 ;
- aerugite : Ni6(AsO4)2AsO6 ;
- bayldonite : PbCu3(AsO4)2(OH)2H2O ;
- cornubite : Cu5(AsO4)2(OH)4·H2O ;
- euchroïte (ou arséniate de cuivre hydraté) : Cu2(AsO4)(OH)·3H2O ;
- scorodite : Fe(AsO4)·2H2O ;
- krautite : Mn2+(AsO3OH)·H2O ;
- olivénite : Cu2(AsO4)(OH).

## En biologie

### Réduction en arsénite
Le potentiel redox standard du couple As(III)/As(V) est de +560 mV, ce qui fait que dans les conditions réductrices du cytoplasme, les ions arséniates sont progressivement convertis en arsénite. L'arsénite réagit fortement avec les fonctions thiols. Ceci conduit à l'inactivation de l'acide lipoïque qui est le cofacteur de la pyruvate déshydrogénase et de la 2-oxoglutarate déshydrogénase impliquées dans le cycle de Krebs. Un grand nombre d'enzymes contenant des cystéines dans leur site actif sont également inhibées irréversiblement en présence d'arsénite. C'est le principal mécanisme de toxicité cellulaire de l'arsenic.

### Empoisonnement de la glycolyse
Les composés de l'arsenic sont très toxiques pour les organismes vivants terrestres dans la mesure où ils se comportent en analogues chimiques des composés biologiques phosphorés sans avoir exactement les mêmes propriétés thermodynamiques. En particulier, les composés arséniés sont sensiblement moins stables que leurs homologues phosphorés. Ainsi, l'anion hydrogénoarséniate HAsO42− peut prendre la place d'un hydrogénophosphate HPO42− (couramment appelé phosphate inorganique abrégé en Pi) à la septième étape de la glycolyse conduisant normalement à la formation de 1,3-bisphosphoglycérate par la glycéraldéhyde phosphate déshydrogénase :
|                            | + NAD+ + Pi {\displaystyle \rightleftharpoons } NADH + H+ + |                         |
| Glycéraldéhyde-3-phosphate |                                                             | 1,3-Bisphosphoglycérate |

Le 1-arsénio-3-phosphoglycérate, qui se forme par incorporation d'arséniate au lieu de phosphate, est bien moins stable que le 1,3-bisphosphoglycérate et s'hydrolyse avant d'avoir pu former l'ATP à l'étape suivante de la glycolyse, catalysée par la phosphoglycérate kinase :
|                         | + ADP {\displaystyle \rightleftharpoons } ATP + |                    |
| 1,3-Bisphosphoglycérate |                                                 | 3-Phosphoglycérate |

C'est la raison pour laquelle l'ion arséniate conduit rapidement à la mort cellulaire, en privant la cellule de son ATP, c'est-à-dire de son énergie métabolique, dont la glycolyse est la source principale.

### Résistance à l'arsenic
Certaines bactéries sont résistantes à des concentrations élevées en arséniate. Les propriétés physicochimiques de l'arséniate (toxique) et du phospate (indispensable à la vie) sont très proches, mais des mécanismes moléculaires bactériens permettent de les discriminer.

Structure hypothétique et fantasmée d'un ADN arsénié : la bactérie GFAJ-1 a été faussement présentée comme pouvant substituer l'arsenic au phosphore dans l'armature de son ADN.

#### Cas de la bactérie GFAJ-1 du lac Mono
En 2010, une équipe de biologistes de la NASA a publié dans la prestigieuse revue Science un article, rétracté depuis, la prétendue découverte dans le lac Mono, en Californie, d'une bactérie (GFAJ-1) susceptible de se développer dans un milieu où le phosphore a été remplacé par de l'arsenic. Selon les auteurs, l'arsenic aurait été incorporé dans les lipides, les protéines et les acides nucléiques de son chromosome. Dès la publication, l'hypothèse de l'incorporation de l'arséniate dans les molécules biologiques a fait bondir la communauté scientifique. Deux ans plus tard, plusieurs groupes ont invalidé les propositions initiales des équipes de la NASA. GFAJ-1 n'incorpore pas d'arsenic dans l'ADN ou dans d'autres composés biologiques, même en présence de concentrations élevées d'arséniate dans le milieu de culture. Ce micro-organisme a développé des capacités de résistance élevées à l'arsenic et est capable de récupérer les traces de phosphate résiduel pour assurer sa croissance.  